# Less Is More
Less Is More är ett akustiskt album utgivet i oktober 2009 av brittiska rockgruppen Marillion.
Michael Hunter återkom som producent tillsammans med Marillion själva. Albumet innehåller akustiska nyinspelningar och nya arrangemang av äldre låtar. Endast en ny och tidigare outgiven låt är med, "It's Not Your Fault". En Europaturné efterföljdes. Inget besök i Sverige.

## Låtlista[4]
1. Go!	5:00
2. Interior Lulu	7:32
3. Out Of This World	5:08
4. Wrapped Up In Time	3:40
5. The Space	4:52
6. Hard As Love	4:58
7. Quartz	5:48
8. If My Heart Were A Ball	5:12
9. It's Not Your Fault	3:33
10. Memory Of Water	2:37
11. This Is The 21st Century	5:40
12. Cannibal Surf Babe	3:27